# Indy air
Indy air är en vanlig grab inom skate och snowboard och utförs genom att åkaren greppar brädan med bakre handen mellan fötterna på tåsidan av brädan.
Om åkaren trycker ut brädan med frambenet kallas det tweak.